# Scarabaeus ambiguus

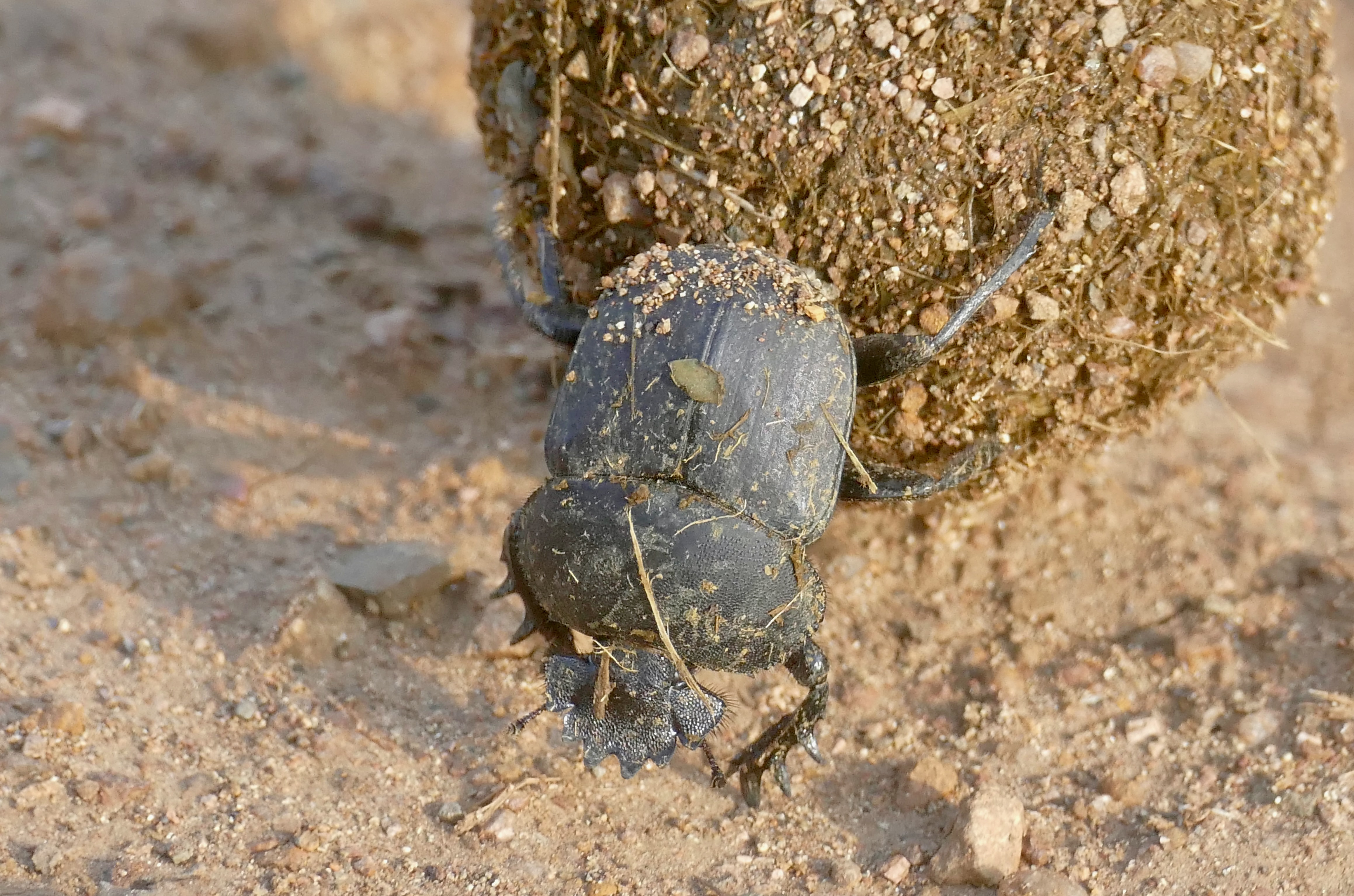

Scarabaeus ambiguus — вид жуков рода Скарабеи из семейства Пластинчатоусые. Этот жук скатывает комок навоза, прежде чем отложить на него яйца и закопать.

## Описание
Scarabaeus ambiguus — крупный черный вид жука-скарабея, длина взрослой особи которого составляет около 24 мм. Передние конечности приспособлены для сдавливания рыхлого навоза и манипулирования им с образованием шариков.

## Распространение и среда обитания
Scarabaeus ambiguus произрастает в южной части Африки, его ареал включает Намибию, Ботсвану и Южную Африку. Его ареал сосредоточен в южноафриканской провинции Квазулу-Натал и прилегающих частях Восточного мыса, где он встречается на пастбищах хайвельда, в кустарниках и разреженных лесах, но избегает густых лесов и густых зарослей деревьев. Обычно он встречается на высоте от 1200 до 1550 м.

## Экология
Жуки-навозники находят навоз по запаху, выделяемому его летучими компонентами. Различные виды навозных жуков привлекают навоз, производимый разными животными. Scarabaeus ambiguus, по-видимому, привлекает как навоз крупного рогатого скота, так и навоз осла. Он ведет дневной образ жизни и особенно активен утром, в прохладных условиях после сильного дождя, когда поднимается на крыло раньше других видов навозных жуков.

## Охранный статус
Scarabaeus ambiguus кажется довольно обычным в подходящей среде обитания в пределах своего ареала.